# Peptide signal
Un peptide signal est une chaîne peptidique d'une protéine servant à adresser celle-ci à un compartiment cellulaire (organite) particulier, chez les eucaryotes ; ou dans le périplasme, voire le milieu extracellulaire, chez les procaryotes. Les peptides signaux sont particulièrement présents lorsqu'une protéine n'est pas codée par le génome de l'organite en question (soit qu'il ne code pas cette protéine particulière, soit il est dénué de génome propre), mais par le génome nucléaire. Elle permet d'expliquer, par exemple, le passage d'une protéine dans les cavités du réticulum endoplasmique où il est clivé dans la lumière par une protéase.
Toutes les protéines sécrétées, contiennent un peptide signal qui est une séquence hydrophobe d'acides aminés.

## Types
Liste des types de peptides signaux :
- Peptides signaux N-terminaux ciblant la matrice mitochondriale, le réticulum endoplasmique et le peroxysome.
- Peptides signaux C-terminaux ciblant le peroxysome.

## Peptides signaux typiques
| Fonction du peptide                       | Composition |
| ----------------------------------------- | --- |
| Transport au noyau cellulaire (NLS)       | -Pro-Pro-Lys-Lys-Lys-Arg-Lys-Val-                                                                                        |
| Transport au réticulum endoplasmique      | H2N-Met-Met-Ser-Phe-Val-Ser-Leu-Leu-Leu-Val-Gly-Ile-Leu-Phe-Trp-Ala-Thr-Glu-Ala-Glu-Gln-Leu-Thr-Lys-Cys-Glu-Val-Phe-Gln- |
| Rétention dans le réticulum endoplasmique | -Lys-Asp-Glu-Leu-COOH |
| Transport vers la matrice mitochondriale  | H2N-Met-Leu-Ser-Leu-Arg-Gln-Ser-Ile-Arg-Phe-Phe-Lys-Pro-Ala-Thr-Arg-Thr-Leu-Cys-Ser-Ser-Arg-Tyr-Leu-Leu-                 |
| Transport au peroxysome (PTS1)            | -Ser-Lys-Leu-COOH |
| Transport au peroxysome (PTS2)            | H2N-----Arg-Leu-X5-His-Leu-                                                                                              |

H2N est l'extrémité N-terminale d'une protéine et COOH sa partie C-terminale.